# Ďanová
Ďanová (Hongaars: Deánfalva) is een Slowaakse gemeente in de regio Žilina, en maakt deel uit van het district Martin.
Ďanová telt 520 inwoners.